# Де Кок, Йохан
Йоха́ннес (Йоха́н) де Кок (нидерл. Johannes (Johan) de Kock; род. 25 октября 1964, Слидрехт, Южная Голландия) — нидерландский футболист, играл на позиции защитника.

## Карьера

### Клубная
Де Кок начинал карьеру в «Гронингене», где сыграл в 77 матчах за 3 сезона.
С 1987 по 1994 год де Кок играл за «Утрехт». В составе «Утрехта» он провёл 224 игры и забил 20 голов. Играя за этот клуб, он впервые был вызван в сборную.
С 1994 по 1996 год де Кок играл в керкрадской «Роде». В сезоне 1994/95 вместе с клубом он выиграл серебряные медали чемпионата Нидерландов.
В 1996 году голландец перешёл в немецкий «Шальке 04», где он играл до 2000 года. В 1997 году де Кок в составе «Шальке 04» выиграл Кубок УЕФА.

### В сборной
Де Кок дебютировал за сборную Нидерландов 24 февраля 1993 года на матче отборочного турнира чемпионат мира 1994 года, где в Утрехте голландцы обыграли сборную Турции со счётом 3:1. Всего де Кок сыграл за сборную 11 матчей за  и забил 1 гол. Он был членом сборной на чемпионате Европы 1996 года.

## Статистика

### Матчи де Кока за сборную Нидерландов
| Матчи де Кока за сборную Нидерландов | Матчи де Кока за сборную Нидерландов | Матчи де Кока за сборную Нидерландов | Матчи де Кока за сборную Нидерландов | Матчи де Кока за сборную Нидерландов | Матчи де Кока за сборную Нидерландов |
| ------------------------------------ | ------------------------------------ | ------------------------------------ | ------------------------------------ | ------------------------------------ | ------------------------------------ |
| №                                    | Дата                                 | Соперник                             | Счёт                                 | Голы де Кока                         | Соревнование                         |
| 1                                    | 24 февраля 1993                      | Турция                               | 3:1                                  | —                                    | Чемпионат мира 1994 (отбор)          |
| 2                                    | 22 февраля 1995                      | Португалия                           | 0:1                                  | —                                    | Товарищеский матч                    |
| 3                                    | 7 июня 1995                          | Беларусь                             | 0:1                                  | —                                    | Чемпионат Европы 1996 (отбор)        |
| 4                                    | 6 сентября 1995                      | Беларусь                             | 1:0                                  | —                                    | Чемпионат Европы 1996 (отбор)        |
| 5                                    | 15 ноября 1995                       | Норвегия                             | 3:0                                  | —                                    | Чемпионат Европы 1996 (отбор)        |
| 6                                    | 13 декабря 1995                      | Ирландия                             | 2:0                                  | —                                    | Чемпионат Европы 1996 (отбор)        |
| 7                                    | 29 мая 1996                          | Китай                                | 2:0                                  | 1                                    | Товарищеский матч                    |
| 8                                    | 4 июня 1996                          | Ирландия                             | 3:1                                  | —                                    | Товарищеский матч                    |
| 9                                    | 10 июня 1996                         | Шотландия                            | 0:0                                  | —                                    | Чемпионат Европы 1996                |
| 10                                   | 13 июня 1996                         | Швейцария                            | 2:0                                  | —                                    | Чемпионат Европы 1996                |
| 11                                   | 18 июня 1996                         | Англия                               | 1:4                                  | —                                    | Чемпионат Европы 1996                |
| 12                                   | 22 июня 1996                         | Франция                              | 0:0 (4:5 пен.)                       | —                                    | Чемпионат Европы 1996                |
| 13                                   | 4 июня 1997                          | ЮАР                                  | 2:0                                  | —                                    | Товарищеский матч                    |

Итого: 13 матчей / 1 гол; 8 побед, 1 ничья, 4 поражения.